# Domonkos László (labdarúgó)
Domonkos László (Budapest, 1887. október 10. – 1956. szeptember 27.) válogatott labdarúgó, kapus.

## Élete
Már tizenévesen elismert labdarúgó lett. Sportpályafutását a Budapesti TC-ben kezdte, 19 évesen lett válogatott, és alig múlt húsz esztendős, amikor az év labdarúgója címet is elnyerte. Az első világháborúban súlyos lábsérülést szenvedett és rokkant lett.
Ismeretlen időpontban Pilisszentivánra költözött, 1888-as születésű feleségével kötött házassága gyermektelen maradt. 1954-ben megözvegyült, majd 1956. szeptember 27-én ő maga is elhunyt; halála után a község akkori – 1975 óta nem használt, de sírkertként azóta is változatlan állapotban megőrzött – temetőjében helyezték nyugovóra (síremlékén 1886-os születési évszám szerepel). Sírhelyének méltó felújításáról 2017 júliusában hozott határozatot (lakossági kezdeményezésre) a helyi képviselő-testület.

## Pályafutása

### Klubcsapatban
A BTC-ben kezdett védeni. 1904-ben már egy alkalommal szerepelt a bajnok MTK-ban. 1906-ban a válogatottban is bemutatkozott. Az 1907–08-as idényben a kék-fehérek első számú kapusként lett bajnok és az év labdarúgójának is megválasztották. Ezt követően sorozatban 4 bajnoki ezüstérmet szerzett a csapattal. 1914-ben átlépett a Ferencvároshoz és 2 bajnoki, 1 nemzetközi mérkőzésen pályára is lépett.

### A válogatottban
1906 és 1912 között 21 alkalommal védett a válogatottban. Tagja volt az 1912-es stockholmi olimpián részt vevő csapatnak.

## Sikerei, díjai
- Olimpiai játékok
  - 5.: 1912, Stockholm
- Magyar bajnokság
  - bajnok: 1904, 1907–08
  - ezüstérmes: 1913–14
  - bronzérmes: 1905, 1906–07, 1909–10, 1910–11, 1911–12, 1912–13
- Magyar kupa
  - győztes: 1910, 1911, 1912

## Statisztika

### Mérkőzései a válogatottban
| Magyarország | Magyarország       | Magyarország                      | Magyarország   | Magyarország | Magyarország | Magyarország         | Magyarország | Magyarország |
| #            | Dátum              | Helyszín                          | Hazai          | Eredmény     | Vendég       | Kiírás               | Gólok        | Esemény      |
| ------------ | ------------------ | --------------------------------- | -------------- | ------------ | ------------ | -------------------- | ------------ | ------------ |
| 1.           | 1906. október 7.   | Prága, Slavia-stadion             | Csehország     | 4 – 4        | Magyarország | barátságos           | -            |              |
| 2.           | 1906. november 4.  | Budapest, Millenáris-pálya        | Magyarország   | 3 – 1        | Ausztria     | barátságos           | -            |              |
| 3.           | 1907. október 6.   | Prága, Slavia-stadion             | Csehország     | 5 – 3        | Magyarország | barátságos           | -            |              |
| 4.           | 1907. november 3.  | Budapest, Millenáris-pálya        | Magyarország   | 4 – 1        | Ausztria     | barátságos           | -            |              |
| 5.           | 1908. május 3.     | Bécs, Hohe Warte                  | Ausztria       | 4 – 0        | Magyarország | barátságos           | -            |              |
| 6.           | 1908. június 10.   | Budapest, Millenáris-pálya        | Magyarország   | 0 – 7        | Anglia       | barátságos           | -            |              |
| 7.           | 1908. november 1.  | Budapest, Millenáris-pálya        | Magyarország   | 5 – 3        | Ausztria     | barátságos           | -            |              |
| 8.           | 1909. április 4.   | Budapest, Millenáris-pálya        | Magyarország   | 3 – 3        | Németország  | barátságos           | -            |              |
| 9.           | 1910. május 1.     | Bécs, Hohe Warte                  | Ausztria       | 2 – 1        | Magyarország | barátságos           | -            |              |
| 10.          | 1910. november 6.  | Budapest, Millenáris-pálya        | Magyarország   | 3 – 0        | Ausztria     | barátságos           | -            |              |
| 11.          | 1911. május 7.     | Bécs, Hohe Warte                  | Ausztria       | 3 – 1        | Magyarország | barátságos           | -            |              |
| 12.          | 1911. október 29.  | Budapest, Millenáris-pálya        | Magyarország   | 9 – 0        | Svájc        | barátságos           | -            |              |
| 13.          | 1911. november 5.  | Budapest, Üllői úti pálya         | Magyarország   | 2 – 0        | Ausztria     | Wagner-serleg        | -            |              |
| 14.          | 1911. december 17. | München, MTV '79-Platz            | Németország    | 1 – 4        | Magyarország | barátságos           | -            |              |
| 15.          | 1912. április 14.  | Budapest, Üllői úti pálya         | Magyarország   | 4 – 4        | Németország  | barátságos           | -            |              |
| 16.          | 1912. május 5.     | Bécs, Hohe Warte                  | Ausztria       | 1 – 1        | Magyarország | Wagner-serleg        | -            |              |
| 17.          | 1912. június 20.   | Göteborg, Valhalla                | Svédország     | 2 – 2        | Magyarország | barátságos           | -            |              |
| 18.          | 1912. június 23.   | Kristiania, Gamle Frogner-stadion | Norvégia       | 0 – 6        | Magyarország | barátságos           | -            |              |
| 19.          | 1912. június 30.   | Stockholm, Olimpiai Stadion (SWE) | Nagy-Britannia | 7 – 0        | Magyarország | olimpiai negyeddöntő | -            |              |
| 20.          | 1912. július 3.    | Stockholm, Råsunda (SWE)          | Magyarország   | 3 – 1        | Németország  | olimpiai vigaszág    | -            |              |
| 21.          | 1912. július 5.    | Stockholm, Råsunda (SWE)          | Magyarország   | 3 – 0        | Ausztria     | olimpiai 5. helyért  | -            |              |
|              | Összesen           |                                   |                | 21           | mérkőzés     |                      | 0            | gól          |

## Képgaléria

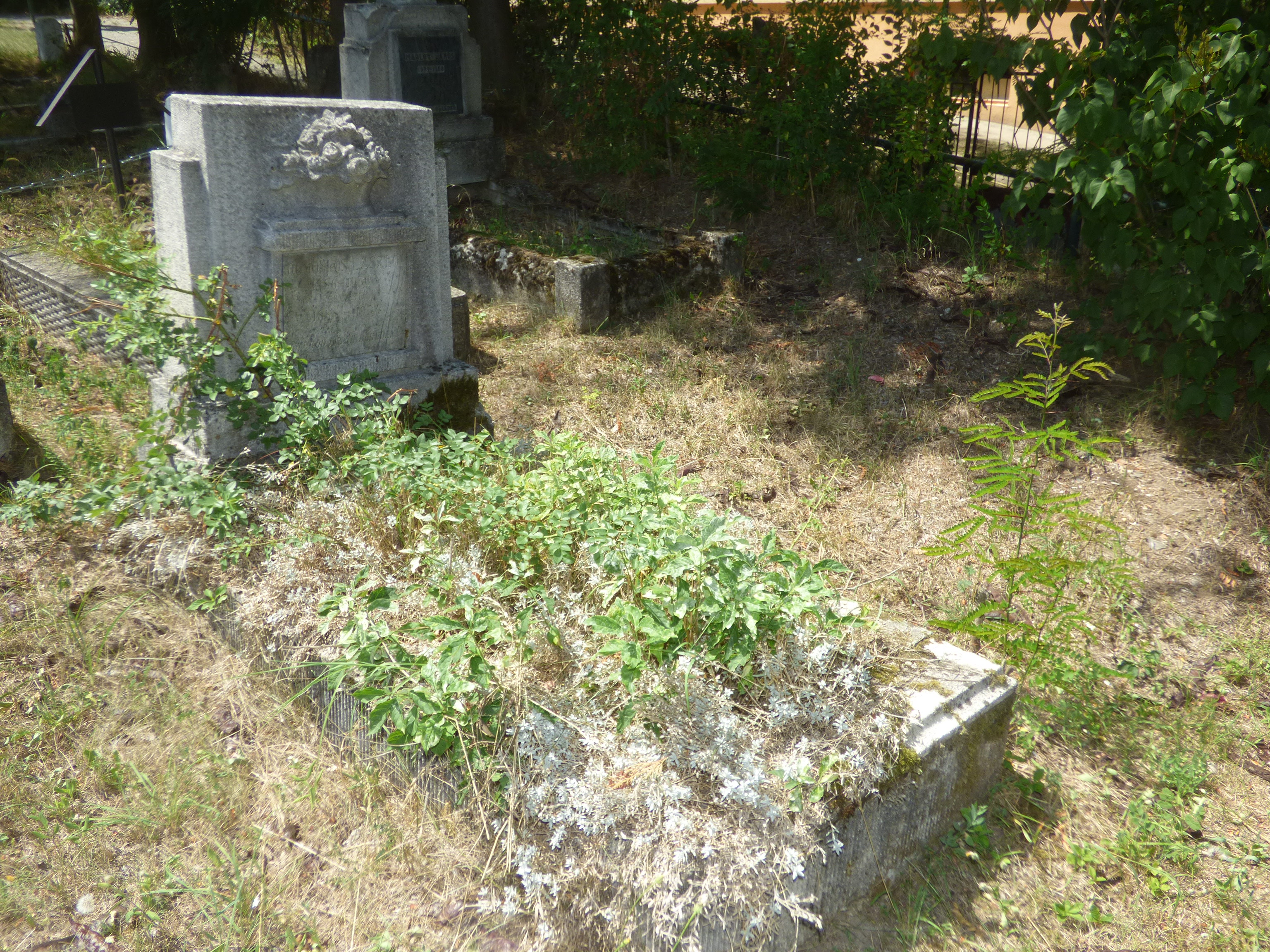
Síremléke Pilisszentivánon (felújítás előtti állapotban)
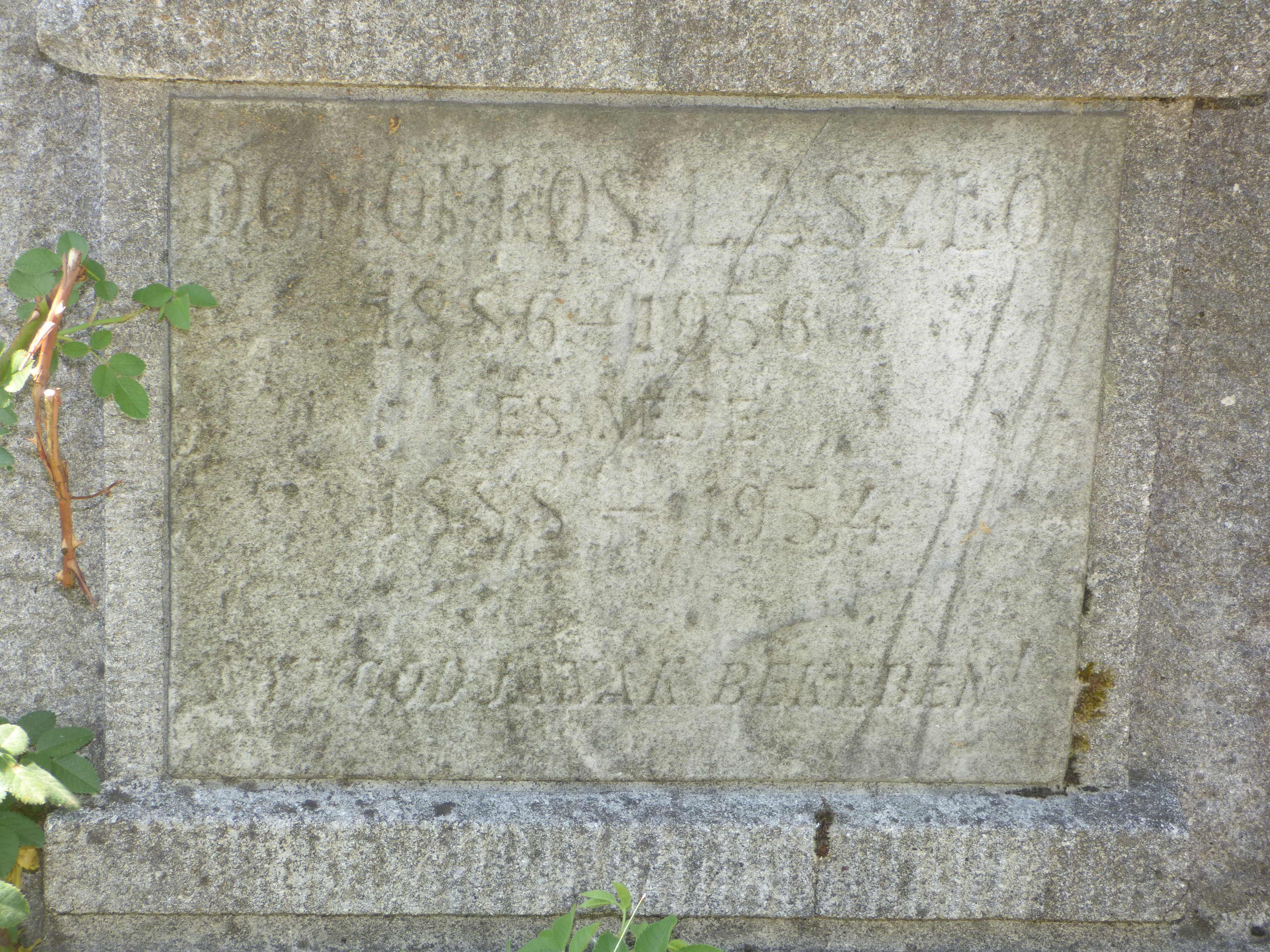
Sírfelirata közelről
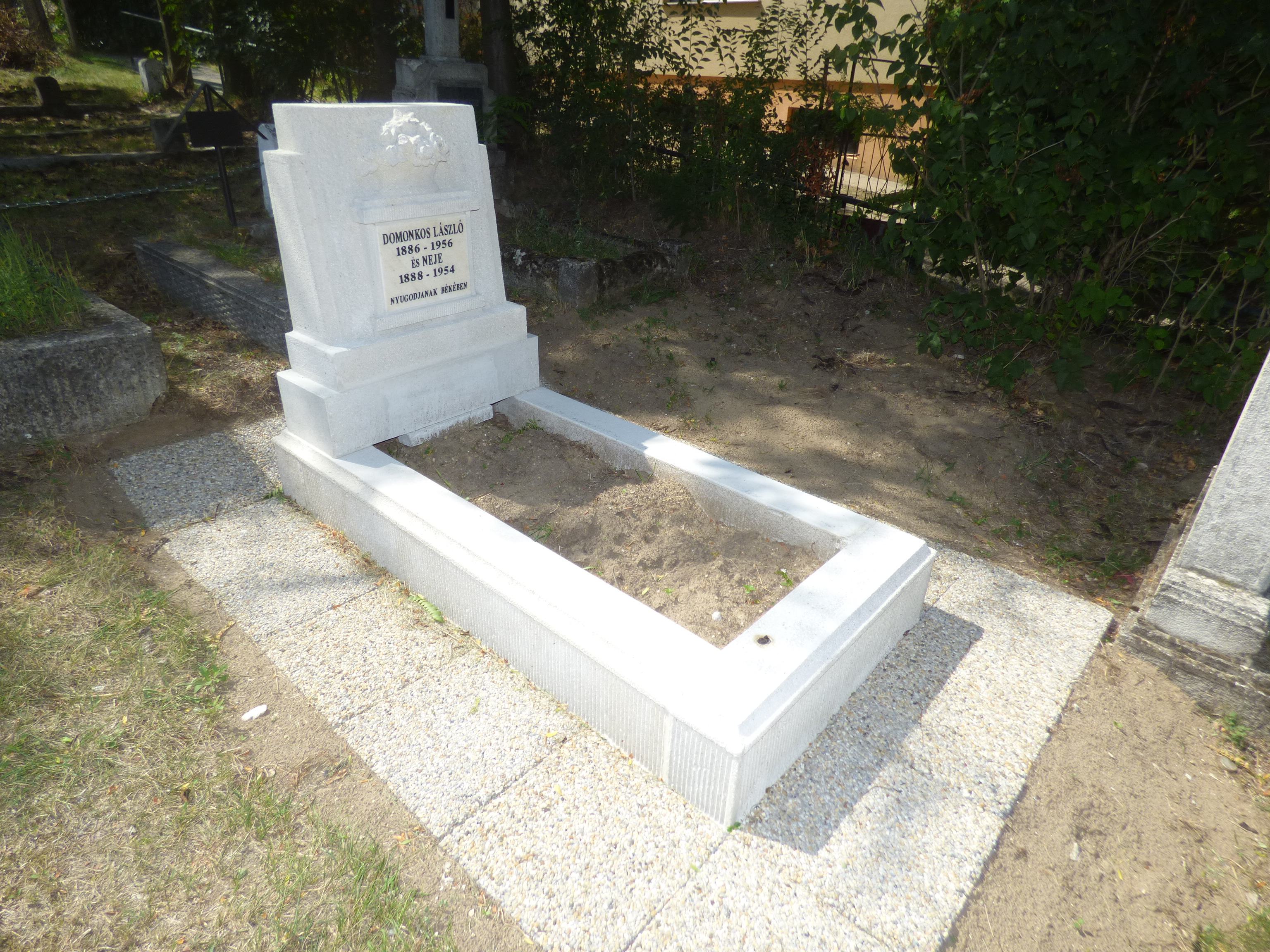
Domonkos László sírja a 2017-es felújítása után
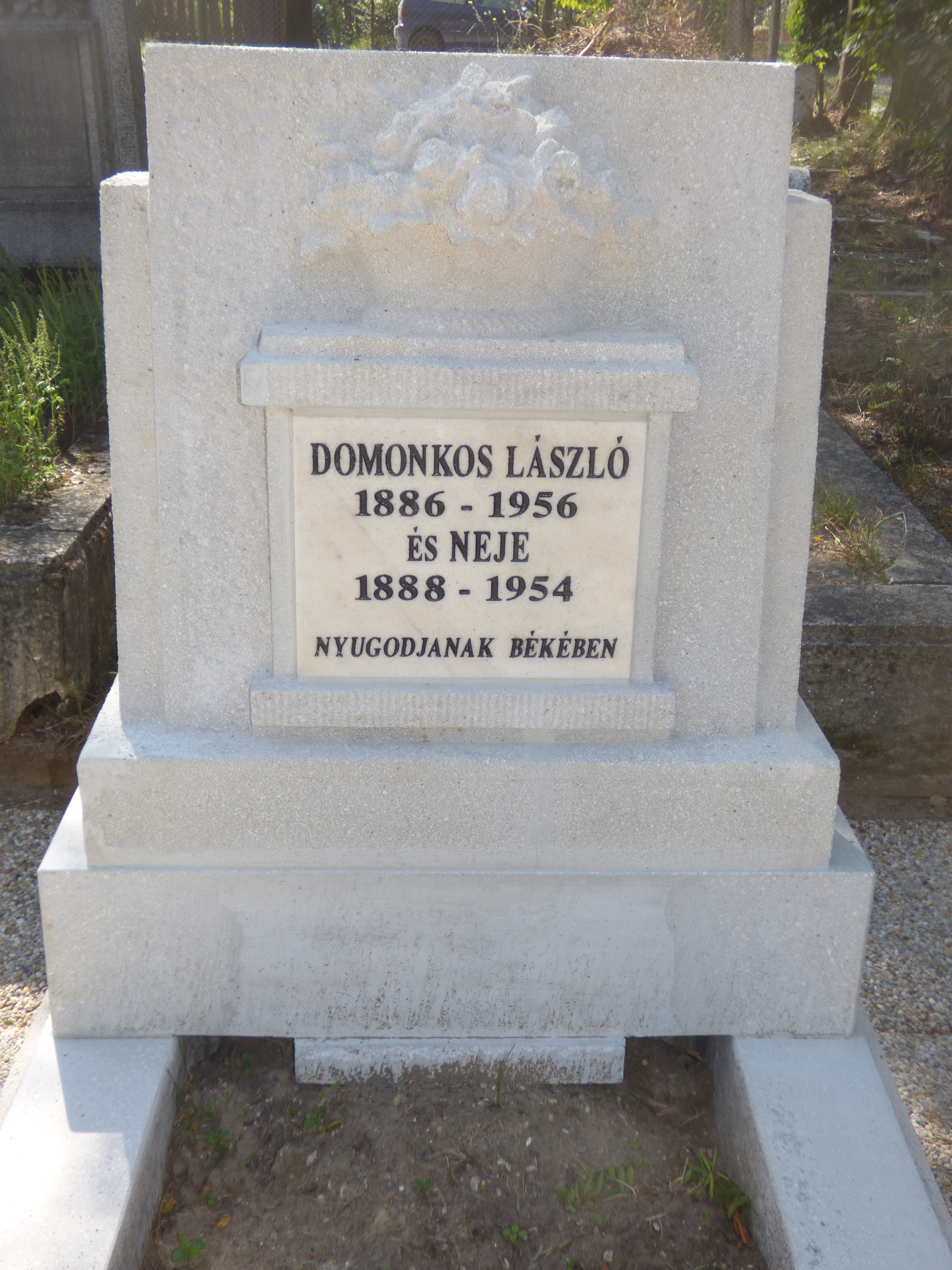
Domonkos László sírja a 2017-es felújítása után